# Центральний Софійський цвинтар (Болгарія)
Центральний Софійський цвинтар — найбільше кладовище Софії, столиці Болгарії. Знаходиться в Орландовецькому районі, в північній частині міста. Комплекс знаходиться на утриманні КП «Цвинтарні парки».
Цвинатар поділений на окремі сектори для поховання членів різних релілігійних та етнічних громад. На території некрополю є кілька церков різних конфесій — православна Успенська церква, католицька каплиця Св. Франциска, вірменська церква, єврейська синагога та інші.
На території цвинтаря є декілька військових кладовищ (німецьке, англійське, французьке та італійське), а також ділянки, де поховані ополченці та авіатори. Ділянки, на яких поховані особи з військовими званнями інших держав, перебувають під захистом відповідних дипломатичних установ. Парк межує з меморіалом — осуарієм військового кладовища, що перебуває у віданні Міністерства оборони Болгарії.
На спеціальній ділянці — «Алеї творців» поховані відомі діячі культури та мистецтва.
65 художніх надгробків на території Центрального Софійського кладовища оголошені об'єктами нерухомої культурної спадщини.

## Заснування
Після проголошення незалежності Болгарії від Османської імперії, Софія стала столицею держави 22 березня 1879 року. На той час місто мало найнижчий розмір за свою історію. Його населення складалось з 18 тисяч мешканців. Міський простір складався зі звивистих та тісних вуличок на площі 250 га. Після російсько-турецької війни 1877—1878 років майже все мусульманське населення та деякі немусульмани покинули місто. Загалом післявоєнні втрати населення склали 35 тисяч осіб. За першим переписом населення Князівства Болгарія 1881 року, населення Софії складалось 20 501 жителя. З їх числа 13 195 болгар, 4 164 євреїв, 1 061 вірмен і 778 ромів.

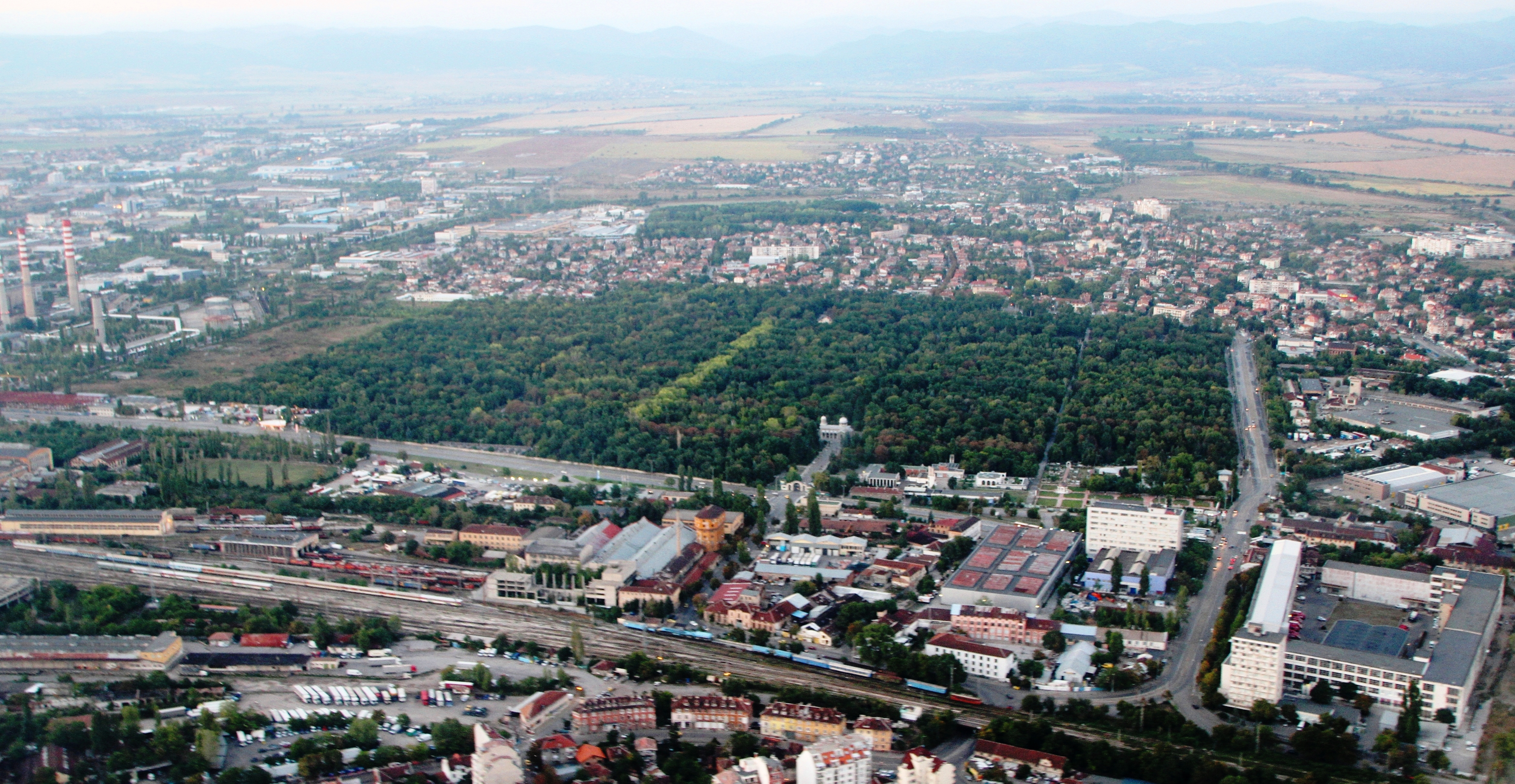
Вид на центр міста з півночі над кладовищем і районом Орландовці

На хвилі болгарського відродження і модернізації, для нової столиці був розроблений план розвитку міста, орієнтований на майбутнє. Після попереднього дослідження 1878 року Рада міністрів на початку 1880 року прийняла загальний план міста. Він, передбачав повну реконструкцію, спираючись на існуючі релігійні споруди в центрі, та створення прямокутної вуличної мережі з шириною вулиць 12, 15 і до 25 метрів для бульварів. Великі зелені насадження були інтегровані в систему радіальних і кільцевих вулиць, що оточували центральний пагорб як невід'ємний елемент. Заплановані зелені насадження загального значення включали Борисів сад (Borisowa Gradina) на південному сході, парк навколо Олександрівської міської лікарні, зелену зону перед головним залізничним вокзалом на північ від центру та центральне кладовище на північ від головної міської лікарні та залізничної станції. Також додавались менші зелені зони для окремих районів міста.
Подальші плани привели до концепції, розробленої Адольфом Мюсманом між 1934 і 1938 роками, яка перетворила зелені зони на клиноподібні природні зони від центру міста до околиць. Зеленими насадженнями називали парки, лісові масиви та території сільськогосподарського призначення. На той час Софія стала практично новим, сучасним європейським містом за тогочасними стандартами.
Після знищення 12 тисяч будинків під час Другої світової війни, громадські та житлові будинки були побудовані в 1950-х роках відповідно до вказівок соціалістичного уряду. На той момент населення майже подвоїлося і зросло приблизно до 645 тисяч у 1956 році. Після здобуття незалежності в 1989 році кількість громадських зелених насаджень зменшилася через процес приватизації та пов'язаних з нею будівельних робіт. Нині центральне кладовище є однією із внутрішньоміських зелених насаджень та зон відпочинку. У той час як топографію та існуючу структуру забудови необхідно було взяти до уваги при створенні міського плану вулиць, ідеал містобудування реалізований у малому масштабі на центральному кладовищі з його прямокутною мережею доріжок.

## Поховання

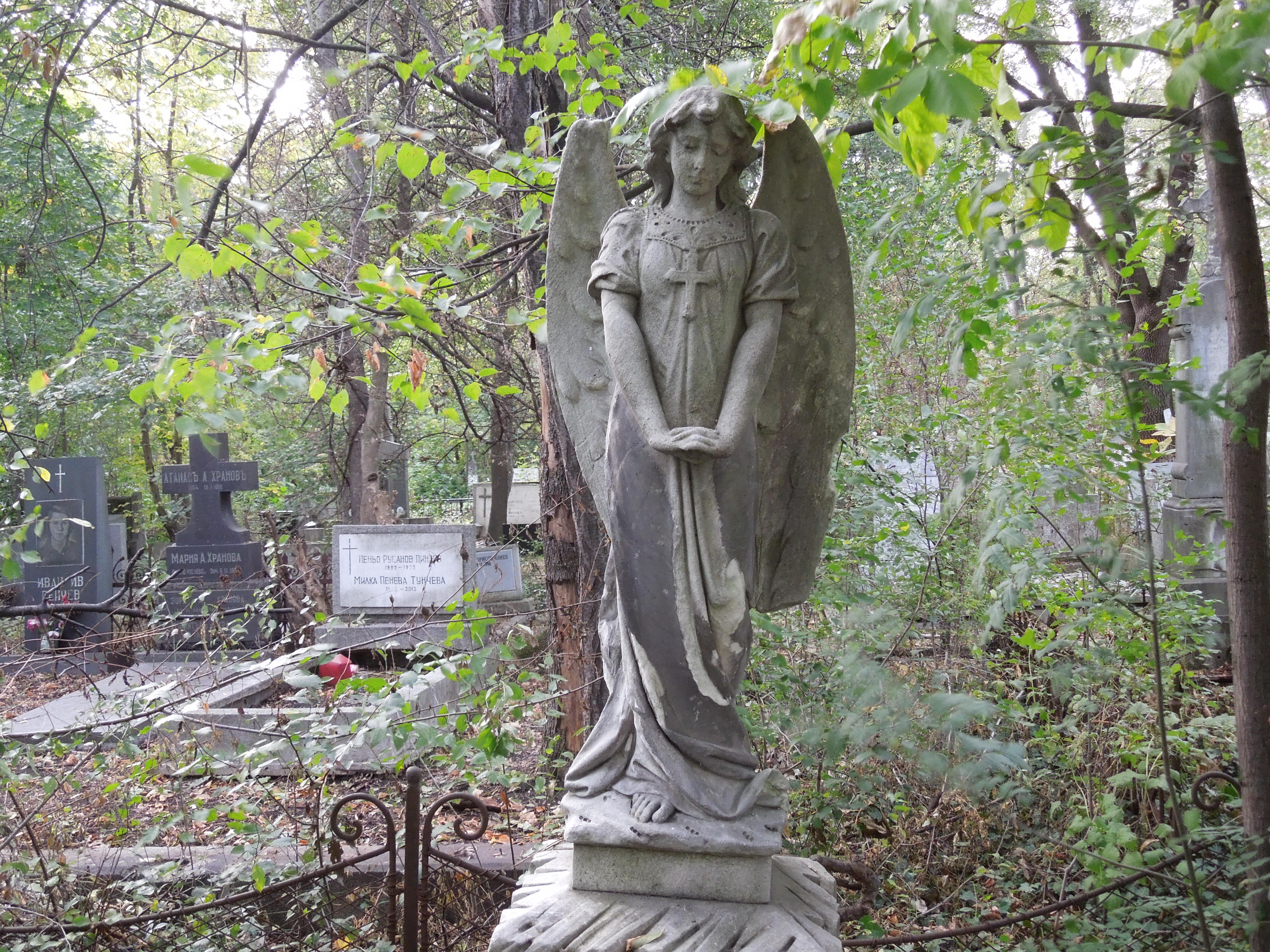
Надгробок однієї з могил Софійського цвинтаря

Головний залізничний вокзал і залізничні колії, що простягаються з північного заходу на південний схід, відокремлюють житловий район усередині міста від промислової зони Woenna Rampa безпосередньо на півночі. Центральне кладовище знаходиться на північний схід від залізничного вокзалу. На заході воно межує з промисловою зоною, на півдні — бульваром Слов'янобалгарської історії, на сході — вулицею Каменодільською, на півночі — вулицею Парва-Болгарська-Армія. За винятком північної сторони, де простягається одноманітна проста житлова забудова, кладовище з трьох боків оточене промисловими зонами. До нього можна дістатися з центру міста через пішохідний підземний перехід або по вулиці під залізничними коліями на схід від вокзалу. Головний вхід із триарковими воротами — на півдні. Інший вхід на півночі знаходиться на кінцевій зупинці трамвайної лінії 13.

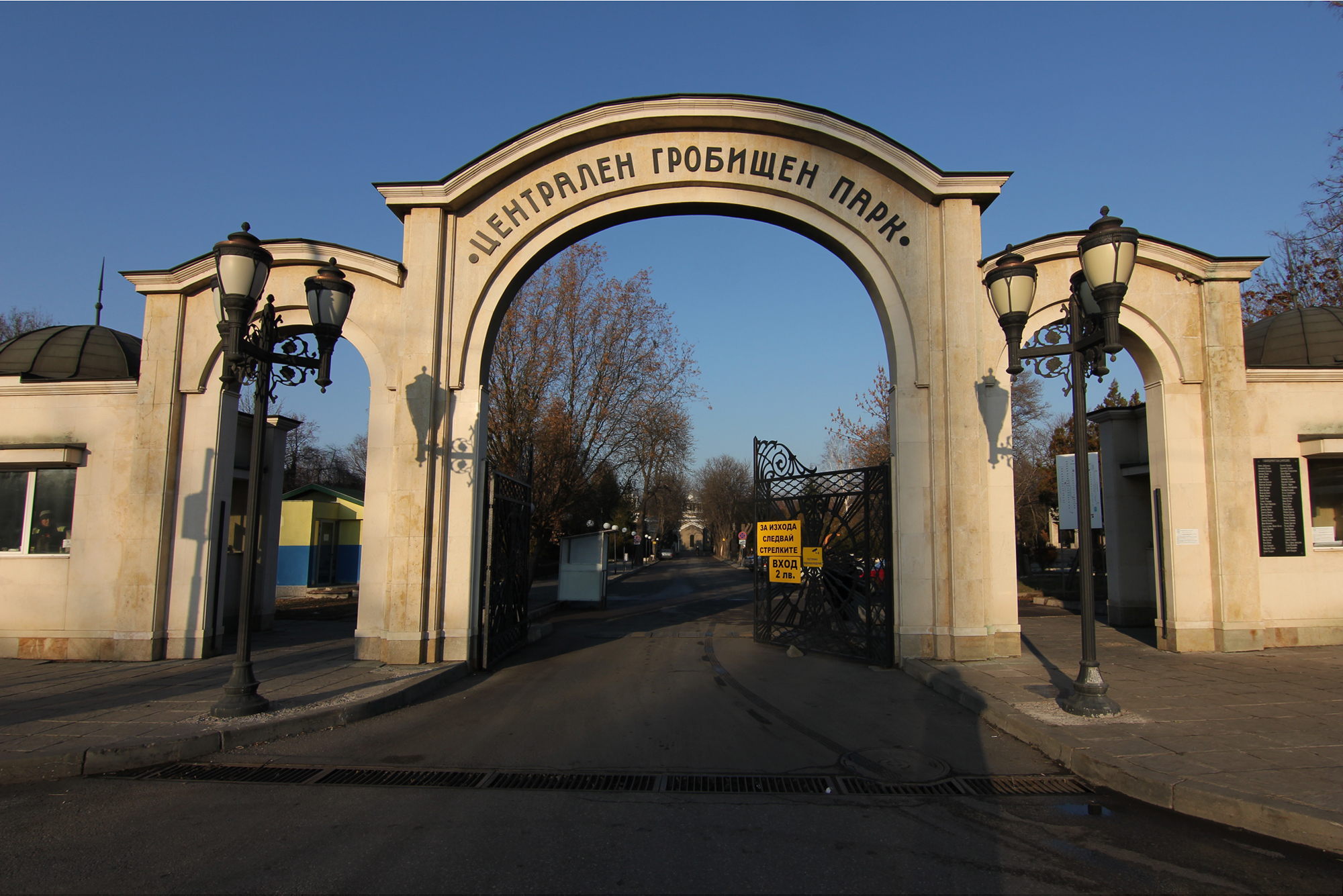
Головний вхід на цвинтар у Софії.

Кладовище утворює трохи зміщений квадрат розміром близько 900 метрів і густо засаджено високими деревами. Головна та бічні доріжки відокремлюють одна від одної довгі прямокутні пронумеровані ділянки. На додачу до болгарських православних та єврейських поховань, є могили для римо-католиків та вірменських християн. Серед іншого, і відповідні каплиці. На місці також є солдатські меморіали, оточені мурами. На ніч входи на цвинтар замикаються.
З боку туристів та відвідувачів є нарікання на недоглянутість всієї території кладовища. Це також стосується могил важливих особистостей, деякі з яких заросли, а написи на них важко прочитати. Бракує інформації (карта, покажчики) про могили визначних особистостей. У північно-східному куті є колумбарій — площа з могилами-урнами, вмонтованими в бетонні стіни.

### Єврейське кладовище
До здобуття Болгарією незалежності наприкінці ХІХ століття євреї були третьою за чисельністю групою населення Софії. У 1888 році в Софії проживало 5403 євреї. До початку Другої світової війни близько половини з майже 50 тисяч болгарських євреїв проживали в столиці, переважна більшість з них були сефардами. Після їх масової еміграції до Ізраїлю в 1948—1949 роках кількість євреїв у всій країні все ще становить 2000, згідно з оцінкою 2012 року. Єврейські кладовища давніші середини XIX століття в Болгарії не збереглися.

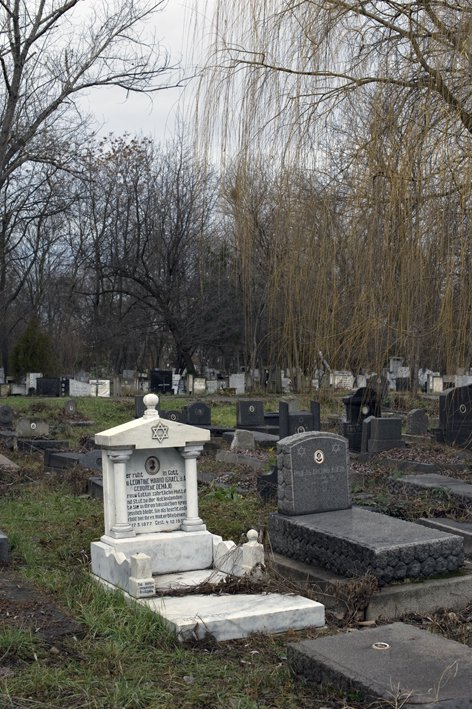
Єврейські поховання

Площа єврейських могил приблизно в середині кладовища становить близько 50 000 квадратних метрів і містить 7 000 надгробків, за оцінкою 2001 року, деякі з них впали, решта знаходяться в стані збереження, порівнянному з християнськими могилами. Більшість гробниць датуються ХХ століттям. Вони виготовлені з граніту, мармуру або вапняку та містять написи болгарською, івритом та ладіно. Єврейський цвинтар включає меморіал жертвам Голокосту.

### Військові кладовища
З північного боку цвинтаря знаходиться кладовище для 185 солдатів на вулиці Парва-Болгарська-Армія. Вхід навпроти вулиці Мари Буневої. 62 надгробки присвячені британським військовополоненим часів Першої світової війни. Решта поховань були перевезені сюди з протестантського кладовища у Варні в 1955 році та з британського та єврейського кладовищ у Русе в 1960 році. Є 28 могил британських жертв Другої світової війни. Також є 12 могил мирних жителів.
За невисокою стіною знаходиться німецьке кладовище солдатів обох світових воєн. Тут поховано 278 німецьких солдатів часів Першої світової війни. Місця поховань ще 68 загиблих під час Другої світової війни не позначені. Поруч знаходяться французькі та італійські могили часів Першої світової війни. Є також російські, сербські та румунські військові поховання.

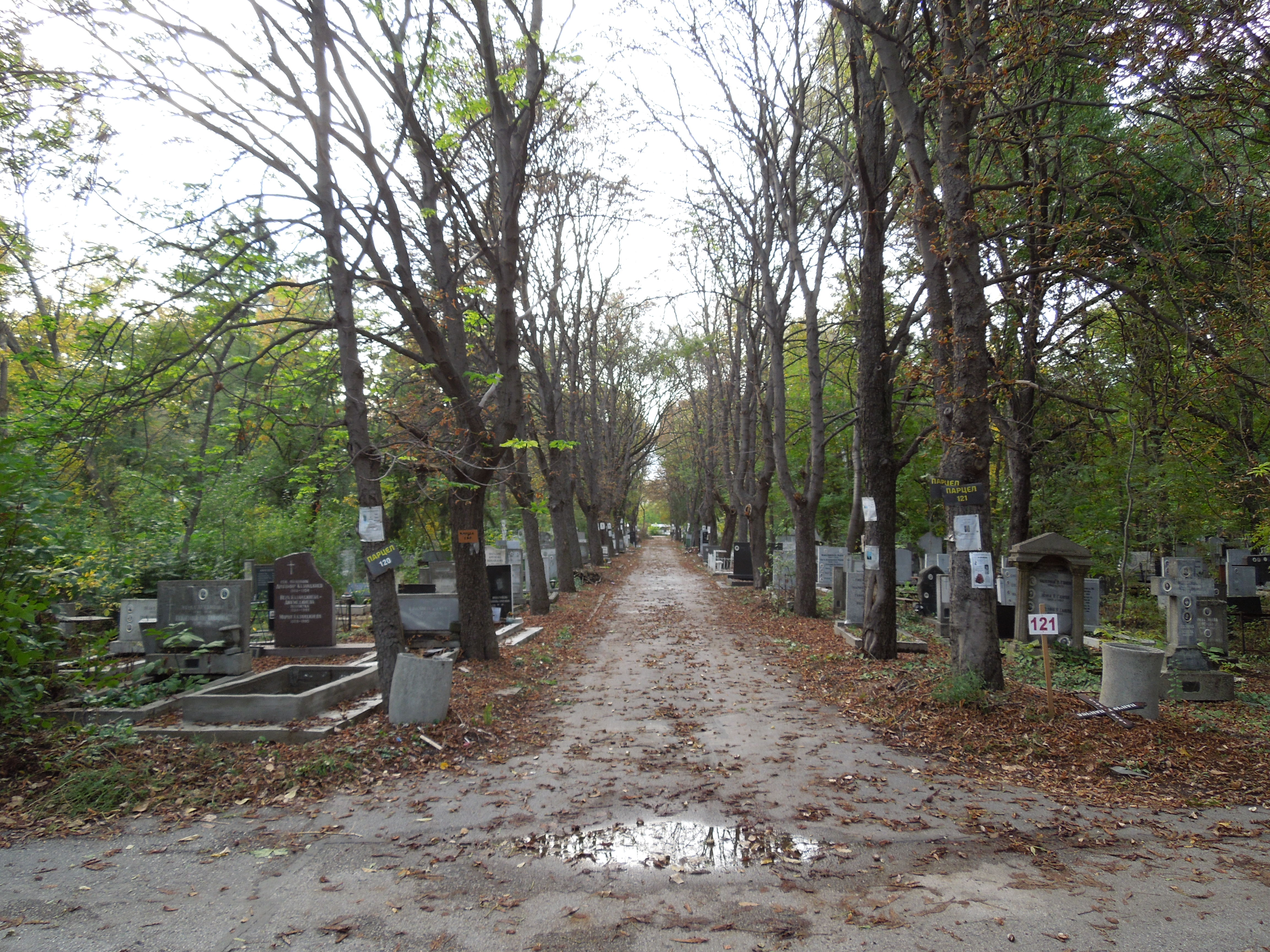
Алея кладовища з могилами

## Відомі поховання

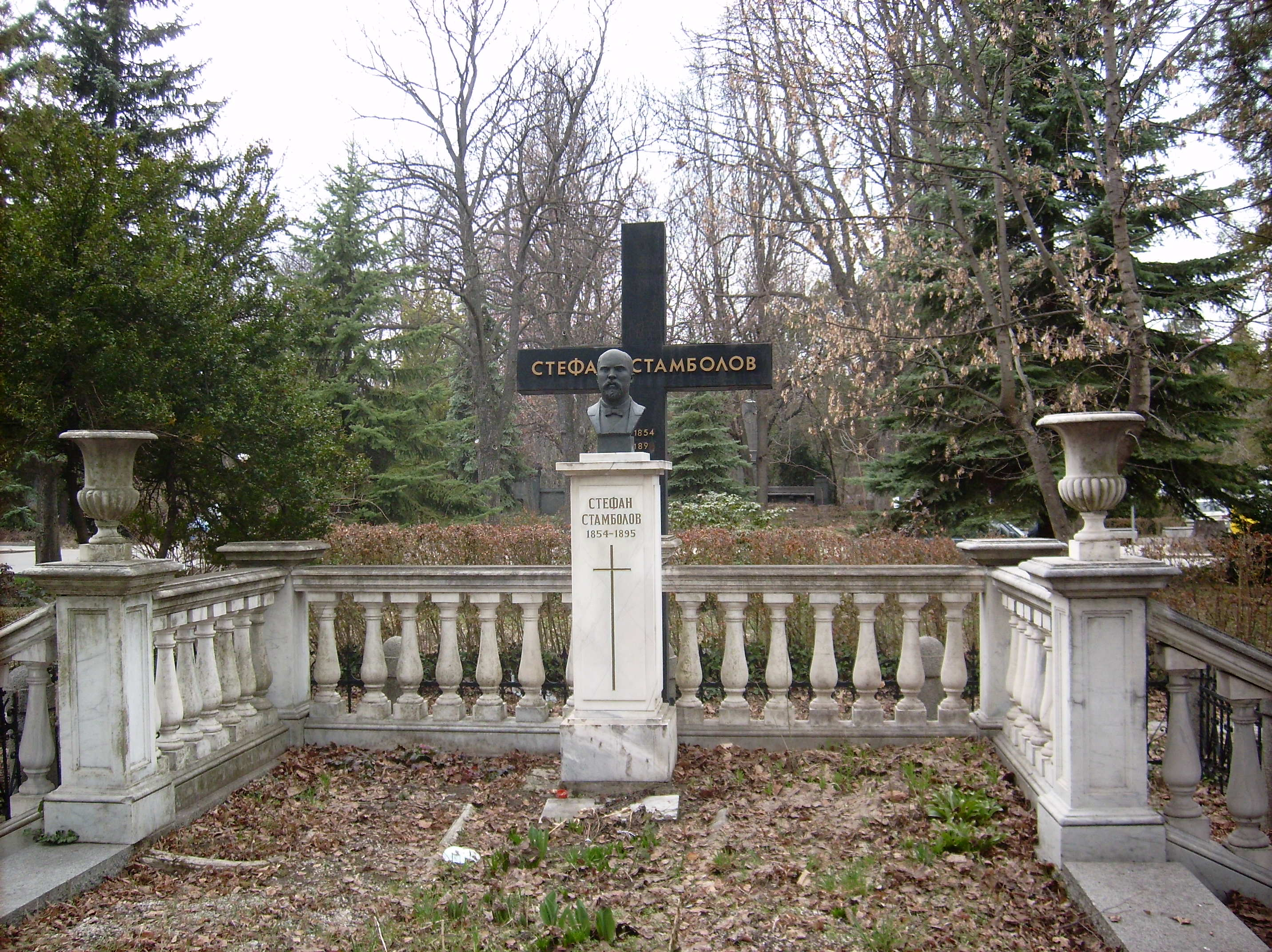
Могила Стефана Стомболова

- Георгі Аспарухов, болгарський футболіст
- Єлисавета Багряна, болгарська письменниця і поетеса
- Блага Димитрова, болгарська поетеса та 2-й віце-президент некомуністичної Болгарії
- Георгій Димитров, прем'єр-міністр Болгарії
- Гена Димитрова, співачка-сопрано
- Димитр Димов, болгарський письменник, прозаїк та драматург
- Красте Місірков, болгарський та македонський філолог та публіцист
- Нікола Дішков, болгарський підприємець
- Михайло Драгоманов, український учений та громадський діяч
- Нікола Гюзелев, оперний бас
- Алеко Константінов, болгарський письменник, журналіст, громадський діяч та перекладач
- Андрій Ляпчев, болгарський політик і публіцист
- Александр Малинов, прем'єр-міністр Болгарії
- Любомир Милетич, болгарський лінгвіст, етнограф та історик
- Дьорче Петров, революціонер, один з лідерів Внутрішньої македонської революційної організації (ВМРО)
- Ваня Петкова, болгарська поетеса, письменниця та кандидатка в Книгу рекордів Гіннеса
- Васил Радославов, прем'єр-міністр Болгарії
- Борис Сарафов, офіцер болгарської армії та революціонер
- Петко Славейков, болгарський поет, публіцист, просвітник та фольклорист
- Пенчо Славейков, болгарський поет, культурний та громадський діяч
- Христо Смирненський, болгарський поет, комуніст-терорист
- Стефан Стомболов, болгарський революціонер, політик та прем'єр-міністр (1887—1894)
- Петко Стайнов, болгарський композитор-піаніст
- Димитр Талев, болгарський письменник, журналіст, культурний діяч
- Желю Желев, 1-й президент некомуністичної Болгарії
- Тодор Живков, комуністичний політик
- Вілфред Берчетт, австралійський журналіст-міжнародник, платний агент КДБ
- Паша Христова, болгарська співачка естради
- Хрісто Татарчев, болгарський лікар, революціонер